# بارك الرب أمريكا
بارك الرب أمريكا: أو (God Bless America) و هي ثاني أكبر أغنية وطنية أمريكية بعد النشيد الوطني من كلمات الملحن الأمريكي إرفينغ برلين كتبها سنة 1918 و تم تلحينها من قبله وأصبحت أغنية سنة 1938. و بعدها غنتها المغنية كايت سميث.
وهي مثل نشيد ودعوة أو صلاة يغنيها الشعب الأمريكي طلباً من الله لكي يحمي وطنهم الولايات المتحدة الأمريكية.

## تاريخ النشيد
كتب كلماته الملحن الأمريكي إرفينغ برلين سنة 1918 عندما كان يخدم في الجيش الأمريكي في أحد المعسكرات في نيويورك. و يتم تشغيل هذه النشيد وغنائه مع النشيد الوطني في بعض الأحيان في المناسبات المختلفة مثل منافسات الرياضة والفنون و غيرها. و بتاريخ 21 تموز 2011 تم تشغيل هذا النشيد من قبل ناسا لرواد الفضاء على متن المحطة الدولية بدلاً من المنبه اليومي الذي يتم تشغيله لإيقاضهم.

## كلمات النشيد مترجمة إلى العربية
بينما تتجمع غيوم العواصف فوق البحر البعيدة
لنقسم بالولاء للوطن الحر
لنكن شاكرين للأرض المعطاء
ونحن نعلي أصواتنا بنشيد صلاة
بارك الرب أمريكا
الأرض التي أحبها
قف معها وقدها
خلال الليل بنور من الأعالي
من الجبال والبراري
إلى المحيطات البضاء من الرغوة
بارك الرب أمريكا، بيتي وبلدي السعيد